# Hieracium avae
Hieracium avae es una especie de planta con flor del género Hieracium, de la familia Asteraceae, orden Asterales.

## Distribución
Hieracium avae se distribuye por Suecia.

## Taxonomía
Fue descrita científicamente por (Dahlst. ex Zahn) Dahlst. ex Johanss. Fue publicada en Svensk. Vet.-Akad. Handl. 29: No. 1. 103.